# بيتشورن
بيتشورن (بالإنجليزية: Bietschhorn)‏ هو أحد جبال سلسلة جبال الألب البرنية ويقع في كانتون فاليز في سويسرا. يحتل المرتبة رقم 30 في قائمة جبال سويسرا من حيث الارتفاع، إذ يبلغ ارتفاعه حوالي 3934 متر، بينما يبلغ ارتفاع نتوء الجبل 806 متر، هذا وقد سجل أول وصول لقمة الجبل عام 1859.